# Jorinde Müller
Jorinde Müller (* 2. Oktober 1993 in Geschinen) ist eine ehemalige Schweizer Freestyle-Skierin. Sie war auf die Disziplin Skicross spezialisiert.

## Biografie
Jorinde Müller startete ab 2009 bei alpinen FIS-Rennen. Im Januar 2011 nahm sie erstmals an einem FIS-Wettbewerb im Skicross teil. Im Dezember 2012  debütierte sie in dieser Disziplin im Weltcup. Bei der Junioren-WM 2012 im italienischen Valmalenco wurde sie Vize-Juniorenweltmeisterin. Im Weltcup erreichte sie 2013 mit Platz sieben in Sotschi erstmals ein einstelliges Ergebnis, bevor sie bei den Freestyle-Skiing-Weltmeisterschaften als Vierte die Medaillenränge knapp verpasste. In diesem Jahr holte sie sich mehrere Europacup-Podeste und gewann die Europacup-Gesamtwertung. So sicherte sie sich einen Fix-Platz im Weltcup für die Saison 2013/2014. Im Jahr 2013/2014 startete sie während der ganzen Saison im Weltcup und holte sich mehrere Top-Ten-Resultate. Auch nahm sie 2014 an den Olympischen Winterspielen in Sotschi teil. Am Ende der Saison holte sie sich noch den Junioren-Weltmeister-Titel im Skicross. Mitte 2015 trat sie wegen anhaltender Rückenprobleme vom Spitzensport zurück.